# Jaroslav Charvát
Jaroslav Charvát (22. září 1904, Třebíč – 5. září 1988, Benešov) byl český historik a archivář, autor učebnic dějepisu a editor vydání spisů Františka Palackého.

## Biografie
Mezi lety 1923 a 1928 vystudoval dějepis a zeměpis na Filozofické fakultě Univerzity Karlovy v Praze a mezi lety 1931 a 1934 vystudoval Státní archivní školu Praha. V roce 1929 nastoupil na pozici kopisty v Československém státním archivu zemědělském, od roku 1930 do roku 1946 pracoval jako archivář v Archivu národního muzea, to pak mezi lety 1935 a 1945 vedl. Od roku 1945 pracoval jako archivní rada na ministerstvu školství a osvěty. V letech 1946–1949 pracoval na Státním úřadu plánovacím jako vedoucí oddělení školství, vědy a kultury. Od roku 1949 pak působil na ministerstvu školství v Praze, tam pracoval do roku 1950. Od roku 1949 do roku 1953 působil na pedagogické fakultě Univerzity Karlovy, kde do roku 1950 působil jako vedoucí katedry historie. V letech 1953–1959 působil jako profesor obecných dějin na Vysoké škole pedagogické v Praze. V letech 1953–1955 tamtéž působil jako rektor. Mezi lety 1959 a 1977 působil jako profesor obecných dějin i na Filozofické fakultě Univerzity Karlovy.
Spolupracoval s Vladislavem Vančurou na Obrazech z dějin národa českého. Editoval Dílo Františka Palackého. Byl redaktorem časopisu Dějiny a přítomnost a Ottova slovníku naučného. Byl členem ČSAV, Československé společnosti historické a Společnosti Národního muzea.

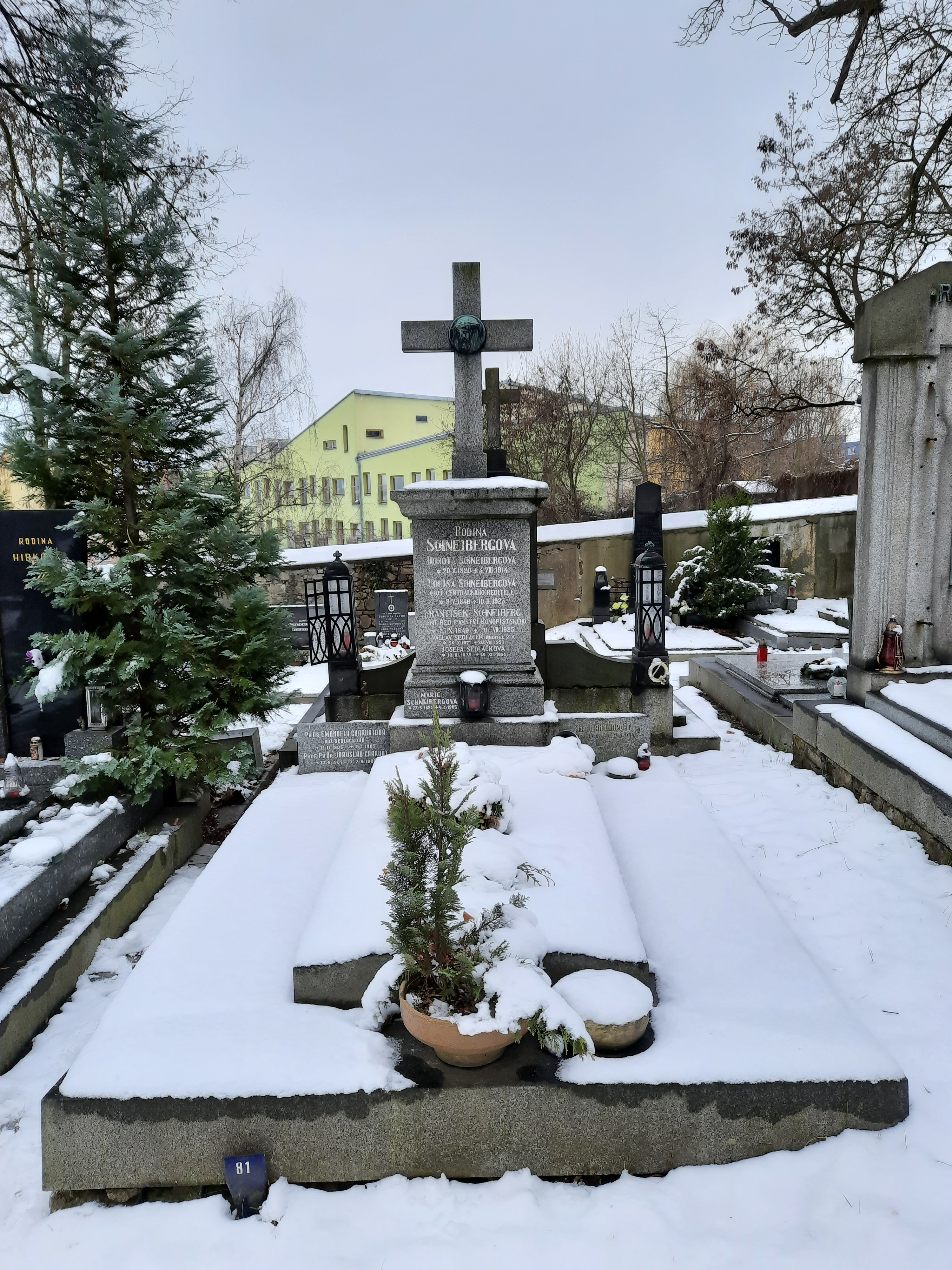
Hrobka rodiny Schneibergovy a Charvátovy na Starém městském hřbitově v Benešově

Zemřel 5. září 1988 a byl pohřben na Starém městském hřbitově v Benešově.